# Ward Meachum
Ward Meachum é um personagem fictício que aparece nas revistas em quadrinhos americanas publicadas pela Marvel Comics. Em suas aparições originais nos quadrinhos, ele é retratado como o irmão de Harold Meachum e o tio de Joy Meachum.
Na série de televisão Punho de Ferro situada no Universo Cinematográfico Marvel, Ward é o filho de Harold e o irmão de Joy e é interpretado por Tom Pelphrey.

## Biografia ficcional do personagem
Ward Meachum é o irmão de Harold Meachum, o presidente da Rand-Meachum Inc. Depois que o Punho de Ferro foi culpado pela morte de Harold (que foi morto por um ninja enviado pelo Mestre Khan), Ward e sua sobrinha Joy Meachum contrataram vilões para se desfazer de Punho de Ferro. Os dois contratam primeiro o Serpente de Aço para ajudar a se vingar de Punho de Ferro. Devido a Ward ter conexões criminais, Serpente de Aço declarou a Ward que ele não poderia trabalhar para ele. Depois de espancar os guarda-costas de Ward e deixar Ward vivo, Serpente de Aço afirma que sua dívida com Joy é paga e que ele vai se vingar de Punho de Ferro por conta própria.
Ward Meachum começou a colaborar com o Mestre Khan quando Ward tentou roubar a Gema do Poder de Quon de Danny Rand. Mestre Khan enviou seu servo Ferocia para ajudar a Ward. Em seguida, Ward Meachum alistou Shades e Comanche, dando a Shades uma viseira especial de disparar lasers e a Comanche um conjunto de flechas truques para derrubar Poderoso e Punho de Ferro. Ao obter a Gema do Poder de Qon, Ward e seus homens colocaram a Gema do Poder em um pedestal que eles usaram para trazer o Mestre Khan de volta à Terra. O Mestre Khan disse então a Ward sobre a Gema do Poder de Quon tirando os poderes de Shou-Lao de Punho de Ferro, o que daria a seus dragões o poder de matar Punho de Ferro. Mestre Khan é forçado a lutar com Punho de Ferro quando os Heróis de Aluguel atacam. Enquanto Punho de Ferro foi capaz de destruir a Gema de Poder de Quon para enviar Mestre Khan de volta a K'un-L'un, Ward e seus homens foram presos após a batalha.
Depois de Joy ter descobrido a verdade sobre o que aconteceu com seu pai, Ward Meachum colaborou com a Super-Skrull para assumir a Terra em troca de Ward ganhar a mão da "mais bela mulher na galáxia".  Phoebe Marrs da Oracle Inc e amiga de Namor informou a Ward que a oferta de Super-Skrull seria horrível para ele. Devido à paranóia que ele desenvolveu a partir do aviso de Phoebe, Ward começou a se virar contra os Skrulls sabotando a máquina. Isto resultou em Super-Skrull matando Ward.

## Em outras mídias

Tom Pelphrey como Ward Meachum em Punho de Ferro.

Tom Pelphrey interpreta Ward Meachum na série de televisão Punho de Ferro, enquanto o ator Ilan Eskenaz interpreta Ward quando adolescente. Esta versão é o filho de Harold Meachum, irmão de Joy Meachum, e um conhecido de infância de Danny Rand. No início, ele estava duvidoso sobre Danny Rand estar vivo depois de sua morte aparente. Além disso, ele até tentou obter o Chikara Dojo de propriedade da Colleen Wing sob a proteção da Rand Enterprises. Sob a persuasão de Harold Meachum, Ward relutantemente tinha que confirmar que Danny Rand estava vivo e fazer dele um acionista da Rand Enterprises. No meio da primeira temporada, Ward fica viciado em heroína de Madame Gao, que mais tarde Harold o interna. Ele foi curado do vício e libertado do hospital psiquiátrico por Bakuto como parte do acordo de Ward para ele ter Harold descartado. Bakuto voltou ao seu acordo durante o confronto na cobertura de Harold, que resultou Joy baleada. Enquanto Danny Rand se rendeu às forças de Bakuto, Ward e Harold levaram Joy ao hospital. Quando Harold incrimina Danny por contrabando de heroína, Ward lhe dá dicas sobre isso e depois contrata Jeri Hogarth para ajudar a provar sua inocência. Ward depois ajuda Danny Rand e Colleen Wing na luta contra Harold Meachum. Depois de Danny Rand atirar Harold em um poste que empalou ele, Ward atira em Harold o fazendo cair do telhado da Rand Enterprises. Depois de ter Harold cremado para que o Tentáculo não possa trazê-lo de volta à vida, Ward tem Danny como um parceiro de negócios, assim como seus pais eram parceiros de negócios.